# Sander Gillé
Sander Gillé (ur. 15 stycznia 1991 w Hasselt) – belgijski tenisista, reprezentant kraju w Pucharze Davisa, olimpijczyk z Tokio (2020) i Paryża (2024).

## Kariera tenisowa
Zawodowym tenisistą Gillé został w 2013 roku.
W cyklu ATP Tour zwyciężył w ośmiu deblowych turniejach z piętnastu rozegranych finałów.
W 2023 roku awansował do meczu mistrzowskiego zawodów deblowych podczas French Open. Razem z partnerującym mu Joranem Vliegenem przegrali w nim z deblem Ivan Dodig–Austin Krajicek 3:6, 1:6.
Od roku 2018 reprezentuje Belgię w Pucharze Davisa.
Razem z Joranem Vliegenem startował na igrzyskach olimpijskich w Tokio (2020) i Paryżu (2024). W Tokio Belgowie odpadli w pierwszej rundzie, natomiast w Paryżu w drugiej rundzie.
W rankingu gry pojedynczej najwyżej był na 574. miejscu (24 grudnia 2018), a w klasyfikacji gry podwójnej na 18. pozycji (25 września 2023).

### Finały w turniejach ATP Tour
| Legenda                                      |
| -------------------------------------------- |
| Wielki Szlem                                 |
| Igrzyska olimpijskie                         |
| Tennis Masters Cup / ATP Finals              |
| ATP Masters Series / ATP Tour Masters 1000   |
| ATP International Series Gold / ATP Tour 500 |
| ATP International Series / ATP Tour 250      |

#### Gra podwójna (8–7)
| Końcowy wynik | Nr | Data             | Turniej            | Nawierzchnia  | Partner       | Przeciwnicy                          | Wynik finału      |
| ------------- | -- | ---------------- | ------------------ | ------------- | ------------- | ------------------------------------ | ----------------- |
| Zwycięzca     | 1. | 21 lipca 2019    | Båstad             | Ceglana       | Joran Vliegen | Federico Delbonis Horacio Zeballos   | 6:7(5), 7:5, 10–5 |
| Zwycięzca     | 2. | 28 lipca 2019    | Gstaad             | Ceglana       | Joran Vliegen | Philipp Oswald Filip Polášek         | 6:4, 6:3          |
| Finalista     | 1. | 4 sierpnia 2019  | Kitzbühel          | Ceglana       | Joran Vliegen | Philipp Oswald Filip Polášek         | 4:6, 4:6          |
| Zwycięzca     | 3. | 29 września 2019 | Zhuhai             | Twarda        | Joran Vliegen | Marcelo Demoliner Matwé Middelkoop   | 7:6(2), 7:6(4)    |
| Zwycięzca     | 4. | 1 listopada 2020 | Nur-Sułtan         | Twarda (hala) | Joran Vliegen | Max Purcell Luke Saville             | 7:5, 6:3          |
| Zwycięzca     | 5. | 28 lutego 2021   | Singapur           | Twarda (hala) | Joran Vliegen | Matthew Ebden John-Patrick Smith     | 6:2, 6:3          |
| Finalista     | 2. | 2 maja 2021      | Monachium          | Ceglana       | Joran Vliegen | Wesley Koolhof Kevin Krawietz        | 6:4, 4:6, 5–10    |
| Zwycięzca     | 6. | 7 stycznia 2023  | Pune               | Twarda        | Joran Vliegen | Sriram Balaji Jeevan Nedunchezhiyan  | 6:4, 6:4          |
| Zwycięzca     | 7. | 9 kwietnia 2023  | Estoril            | Ceglana       | Joran Vliegen | Nikola Ćaćić Miomir Kecmanović       | 6:3, 6:4          |
| Finalista     | 3. | 10 czerwca 2023  | French Open, Paryż | Ceglana       | Joran Vliegen | Ivan Dodig Austin Krajicek           | 3:6, 1:6          |
| Finalista     | 4. | 30 lipca 2023    | Hamburg            | Ceglana       | Joran Vliegen | Kevin Krawietz Tim Pütz              | 6:7(4), 3:6       |
| Finalista     | 5. | 7 stycznia 2023  | Hongkong           | Twarda        | Joran Vliegen | Marcelo Arévalo Mate Pavić           | 6:7(3), 4:6       |
| Zwycięzca     | 8. | 14 kwietnia 2024 | Monte Carlo        | Ceglana       | Joran Vliegen | Marcelo Melo Alexander Zverev        | 5:7, 6:3, 10–5    |
| Finalista     | 6. | 9 lutego 2025    | Rotterdam          | Twarda (hala) | Jan Zieliński | Simone Bolelli Andrea Vavassori      | 2:6, 6:4, 6–10    |
| Finalista     | 7. | 16 lutego 2025   | Marsylia           | Twarda (hala) | Jan Zieliński | Benjamin Bonzi Pierre-Hugues Herbert | 3:6, 4:6          |